# 元震
元震（?—?），元末明初军事人物。
元震原姓田，善于军事作战。明军常遇春围攻赣州的时候，元震偷偷派出侦察兵，恰逢常遇春，并与之短兵相见。元震边战边退，常遇春赞叹其为勇士，并停止追击。后元震跟随熊天瑞投降，并命名为指挥使。熊天瑞被诛杀后，元震恢复原姓。